# Большая Картель
Больша́я Карте́ль — село в Комсомольском районе Хабаровского края. Административный центр и единственный населённый пункт сельского поселения «Село Большая Картель».

## История
В 1946 году у озера Хумми возник Ситцевый городок, в палатках жили первые переселенцы будущего села Большая Картель. У озера были выстроены пекарня, магазин, мастерские, работала железнодорожная станция. Лесозаготовки и сельское хозяйство в течение длительного времени были основным занятие сельчан.
В 2,8 км на запад от села в середине 70-х годов был построен военный объект — радиоприёмный центр загоризонтной РЛС противоракетной обороны «Дуга-2», а в самом селе — военный городок в/ч 55419. Для обороны РЛС был развёрнут ракетный дивизион ПВО 118-й зенитной ракетной бригады в/ч 31458Г. В военном городке построили 6 жилых пятиэтажных домов, школу и детский сад. В настоящее время военные части расформированы, уникальная РЛС демонтирована.
В настоящее время на территории сельского поселения находятся средняя школа, детский сад, Дом культуры, музыкальная школа, амбулатория, 5 магазинов, почтовое отделение связи, воинская часть.

## География
Село Большая Картель расположено вблизи автодороги Хабаровск — Комсомольск-на-Амуре (41 км), примерно в 30 км до Комсомольского моста.
Имеется железнодорожное и автобусное сообщение с районным и краевым центрами. Станция Картель Дальневосточной железной дороги.
Примерно в 2 км южнее села находится озеро Хумми (правобережье Амура).

## Население
| 1992  | 2002  | 2010  | 2011  | 2012  | 2013  | 2014  |
| ----- | ----- | ----- | ----- | ----- | ----- | ----- |
| 1000  | ↗2014 | ↘1568 | ↗1580 | ↘1547 | ↘1541 | ↘1478 |
| 2015  | 2016  | 2017  | 2018  | 2019  | 2020  | 2021  |
| ↘1424 | ↘1363 | ↘1315 | ↘1297 | ↗1337 | ↗1379 | ↗1567 |